# Инид Блајтон
Инид Мери Блајтон (енгл. Enid Mary Blyton; Хамстед, 11. август 1897 — Ист Долич, 28. новембар 1968) била је британска књижевница. Најпознатија је по својим романима и приповеткама за децу. Своја дела је објављивала и под псеудонимом Мери Полок (енгл. Mary Pollock). На српски језик преведено је доста њених дела, али је у старијим издањима њено име најчешће неправилно превођено као „Енид Блајтон”.
Позната је по бројним серијама популарних романа креираних за различите узрасте. Широм света је продато преко 600 милиона примерака њених књига.
Један од њених најпознатијих ликова јесте Ноди, намењен најмлађим читаоцима. Главнину њеног опуса чине романи у којима деца доживљавају пустоловине, уз минимално учешће одраслих. Најпознатији су јој серијали „Пет пријатеља“ (21 роман, 1942. до 1963, где четворо деце и њихов пас решавају криминалне случајеве пре полиције) и „Тајна седморка“ или „Седам тајанствених“ (15 романа, 1949. до 1963, где друштво од седморо деце решава различите мистерије).
Њено стваралаштво је жанровски разноврсно: приповетке, фантастика, понекада и магија. Књиге су јој популарне у Комонвелту, али и у целом свету. Преведене су на 90 језика, а процењује се да је за 40 година стваралаштва написала 800 књига.

## Биографија
Инид Блајтон рођена је 11. августа 1897. године у предграђу Лондона. Њени родитељи, Томас Кареј Блајтон и Тереза Марија Блајтон поред Инид имали су још два млађа сина. Убрзо по рођењу тешко се разболела од великог кашља. Њен отац, Томас Блајтон, бдио је над њом из ноћи у ноћ, док се није опоравила. Од тада је Инид пратила оца где год је ишао и преко њега је развила љубав према природи и животињама - ентузијазам који јој је остао током целог живота, а такође и љубав према књигама.
Од 1907. до 1915. похађала је школи „Ст. Кристофер” у предграђу Лондона. Била је подједнако добра у готово свим предметима осим математике. Отац је за Инид планирао музичку каријеру, али је њу привлачило писање и већ у школи је написала прве приче. По завршетку школе запослила се као учитељица, што јој је омогућило да добро разуме дечију психологију. Такође је неко време радила и као дадиља у породици са четворо мале деце. Понекад је тој деци читала своје ране приче и на тај начин проверавала колико су добро перципиране. Страст према писању никада није јењавала. Прве приче за децу почела је да објављује у часописима, а прву књигу, збирку песама, објавила је 1922. године.
Са 27 година Инид се удала за Хјуа Полока, који је делио њену страст према књижевности и помогао јој да научи да ради на писаћој машини, што је убрзало креативни процес. Млади брачни пар настанио се у старој кући у Бакингемширу у близини Лондона. Овде је Инид могла да гаји велики број кућних љубимаца, а њен омиљени кућни љубимац био је фокс теријер Боб. Чак је у једном часопису писала и колумну „Писма од Боба“, смешне белешке које је писала у име свог пса. Инид и Хју добили су две ћерке. Убрзо по удаји написала је свој први роман Авантуре столице жеља. Током тридесетих Инид пише дечје приче и романе још активније него раније, а број обожавалаца њеног дела расте. У овом периоду објављује изузетну бајку Жута књига вила. Крајем тридесетих брак између Хјуа и Инид почиње да се распада, после скоро 20 година. Инид је почела да сумња да је супруг вара и 1938. одлучује да живе одвојено, а 1941. званично је поднела захтев за развод. Успева чак и да добије забрану састајања Хјуа Полока са ћеркама.
Инид се поново се удала 1943. године за хирурга Кенета Вотерса, после чега наступа њен најпродуктивнији стваралачки период. Пар се настанио у Дорсету, где је Инид написала своја најбоља дела. Током наредних више од двадесет година створила је неколико серија романа намењених различитим старосним категоријама.
Инид се у старости разболела од алцхајмерове болести. Умрла је 1968, у 71. години.

## Књижевни рад
Инид Блитон је један од најомиљенијих аутора у дечјој књижевности. Њене приче остају безвремени класици које обожавају деца широм света. Нарочито је позната по својим серијалима романа намењених различитим старосним групама. Њене књиге биле су и остале изузетно популарне у Британији, Индији и Аустралији. Преведене су на 40 језика, укључујући малајски, шпански, француски, фински, немачки, јапански и хебрејски. Преведене верзије постале су и остале изузетно популарне у многим деловима Европе и Азије. Први преводи на српски језик појавили су се 1990. године.
Током свог стваралачког периода Инид Блајтон написала је више стотина књига намењених млађој и старијој деци. Такође је велики број прича објавила у часописима. Процењује се да укупан број њених објављених књига износи око 600 наслова, не укључујући деценије писања у часописима. Неки извори тврде да је у једном тренутку писала и до 10.000 речи дневно. Таква запањујуће плодна продукција навела је многе да верују да су нека од њених дела писали други аутори, такозвани „духови”, али се ниједан писац није јавио. Неколико наслова написала је под псеудонимом Мери Полок, што је њено средње име и презиме првог мужа.

### Књижевни опус Инид Блајтон
Књижевни опус Инид Блајтон обухвата авантуристичке приче, мистерије, магичне приче, приче о пољопривреди, приче за млађу децу и друге жанрове. Најпопуларнији су серијали Пет пријатеља и Ноди.
Књиге Инид Блајтон су генерално подељене у три врсте:
- Први тип су књиге у којима су главни ликови обична деца у несвакидашњим ситуацијама. Она упадају у разне авантуре, решавати злочине или се на други начин налазе у необичним околностима. Такви су серијали Пет пријатеља, ,,Тајна седморка и Авантура.
- Други тип су приче о интернату. Њихови заплети су обично мање необични, са више нагласка на свакодневном животу у интернату. Ово је свет практична шала и друштвена односа различитих типова деце.[4]
- Трећи тип су дела која припадају жанру дечје фантастике. У овим причама деца се обично нађу у магичном свету, у ком сусрећу виле, гоблине, вилењаке и друга фантастична бића. Први роман који је објавила Инид Блајтон, Авантуре столице жеља, припада управо жанру фантастике.

Нису сва дела која је написала Инид Блајтон спадала у домен фикције. Њена серија књига из аритметике књига дуги низ година је била стандард у основним школама у Великој Британији. Такође је написала и бројне књиге о природи и библијским темама.

### Најпопуларнији серијали
- Пет пријатеља један је од најпознатијих серијала. Састоји се од 21 романа написаног су између 1942 и 1963. године. Главни ликови су четверо деце и пас. Књиге из овог серијала преведене су на српски језик.
- Серијал Пет младих детектива и верни пас обухвата 15 романа у којима петоро деце решава чудне инциденте пре локалног детектива.
- Тајна седморка, на којој је радила од 1949. до 1963. године, такође се састоји од 15 књига у којима су испричане авантуре седморо радознале деце која су основали своје тајно друштво. У слободно време, чланови овог друштва помажу полицији да истражи мистериозне злочине.[2]
- На српски језик преведено је и неколико наслова из серијала Авантура (Долина авантура, Море авантура, Замак авантура...)[5]
- Још један серијал, намењен најмлађој деци, су авантуре човечуљка Нодија. Сликовнице са његовим авантурама такође су преведене на српски.[6]